# 加藤清忠
加藤 清忠（かとう きよただ、大永6年（1526年）‐ 永禄7年（1564年））は、戦国時代の人物。通称は正左衛門、右衛門兵衛。加藤清信の子、加藤清正の父。

## 概要
美濃国の斎藤道三に仕えていたが、戦中に負傷してしまったことをきっかけに斎藤家から離れたと伝わる。
後に尾張国海部郡津島の鍛冶屋清兵衛の娘・伊都（大政所の従妹）を娶り、刀鍛冶となった。清正が幼いころに、38歳で逝去したと伝わる。
早世したため、後に弟の加藤清重が犬山城代を継いだ。